# Reprezentacja Liechtensteinu w piłce wodnej kobiet
Reprezentacja Liechtensteinu w piłce wodnej kobiet – zespół, biorący udział w imieniu Liechtensteinu w meczach i sportowych imprezach międzynarodowych w piłce wodnej, powoływany przez selekcjonera, w którym mogą występować wyłącznie zawodnicy posiadający obywatelstwo Liechtensteinu. Za jej funkcjonowanie odpowiedzialny jest Związek Pływacki Liechtensteinu (LS), który jest członkiem Międzynarodowej Federacji Pływackiej.